# Maria Francesca Giannetto
Maria Francesca Giannetto, al secolo Carmela Giannetto (Camaro Superiore, 30 aprile 1902 – Camaro Superiore, 16 febbraio 1930), è stata una religiosa italiana, appartenente alle "Figlie di Maria Immacolata". È considerata Venerabile dalla Chiesa cattolica.

## Biografia
Carmela Giannetto, nacque il 30 aprile 1902 a Camaro Superiore (ME), quarta di sei figli, da Vincenzo Giannetto e Maria Fleri. La famiglia era molto religiosa. La sua fanciullezza fu però segnata da due disgrazie: la morte della sorella Nunziata a sedici anni dopo una breve malattia (1915) e quella del padre due anni dopo (1917). Questa ultima perdita la spinse verso la vocazione religiosa.

### Vita religiosa
Nel 1921 espresse alla madre la volontà di intraprendere la vita religiosa, e ne fu sconsigliata. Il suo confessore le consigliò di recarsi all'istituto delle Figlie di Maria Immacolata di Messina, cosa che fece ottenendo un colloquio con la fondatrice Brigida Postorino. Il giorno dopo, mentre la madre e i fratelli erano a messa, si trasferì all'istituto lasciando ai familiari una lettera di addio.
Dopo venti giorni di aspirantato fu accettata come postulante. A causa della sua salute malferma, la madre ne richiese il ritorno a casa, ma la giovane volle rimanere presso l'istituto. Il 19 marzo fu trasferita alla sede dell'istituto di Reggio Calabria per svolgervi il noviziato e qui il 7 ottobre rivestì l'abito religioso, prendendo il nome di suor Maria Francesca. Per un breve periodo fu rimandata a casa per riflettere sulla sua vocazione, ma successivamente rientrò nella comunità e riprese l'abito religioso.
Nel 1925 si spostò a Roma, dove per l'anno santo giubilare Brigida Postorino aveva deciso di aprire una casa di accoglienza del pellegrino in viale Mazzini. Qui suor Maria Francesca professò i voti religiosi il 25 marzo. Nel 1929 fu mandata alla sede dell'istituto di Menfi in Sicilia a lavorare accanto alle giovani. A causa del peggioramento delle sue condizioni di salute, tornò per un breve riposo a Camaro, in famiglia, alla fine dell'anno e, dopo un ulteriore peggioramento, vi si ritirò nuovamente alla fine di gennaio del 1930, ammalata di tisi.
Consapevole dell'avvicinarsi della morte, chiese di essere sepolta con, tra le mani, il libro delle costituzioni dell'istituto religioso, la corona del rosario, una palma e un giglio. Morì il 16 febbraio 1930.
Il 15 gennaio 1989 la salma fu spostata nell'Istituto di Messina e il seguente 13 maggio fu aperto il processo per la causa di beatificazione, la cui prima fase diocesana si concluse il 24 ottobre 1991 nella cattedrale di Messina. Nel 2004 è stata presentata al protocollo della "Congregazione delle cause dei santi" la positio sulla vita della suora.